# Paullina (Iowa)
Paullina est une ville du comté d'O'Brien, en Iowa, aux États-Unis. Elle est fondée en 1882 et incorporée le 30 octobre 1883.

## Source de la traduction
- (en) Cet article est partiellement ou en totalité issu de l’article de Wikipédia en anglais intitulé « Paullina, Iowa » (voir la liste des auteurs).